# Vita Akimova
Vita Akimova (in russo Вита Владиславовна Акимова?; Nojabr'sk, 16 luglio 2002) è una pallavolista russa, opposto dell'AGIL.

## Carriera

### Club
La carriera di Vita Akimova inizia nella stagione 2017-18 nella Dinamo-Kazan, con la squadra militante in Vysšaja Liga B, per poi disputare dall'annata successiva la Vysšaja Liga A: nella stagione 2020-21 viene promossa in prima squadra, in Superliga russa, con cui vince la Supercoppa e la Coppa di Russia; a campionato in corso è ceduta allo Sparta. Nella stagione 2021-22 si accasa alla Dinamo-Metar, sempre nella massima divisione.
Nell'annata 2022-23 si trasferisce in Francia, alla corte de Volero Le Cannet, in Ligue A, aggiudicandosi lo scudetto e i premi di miglior opposto e MVP, mentre per il campionato successivo viene ingaggiata dall'AGIL, nella Serie A1 italiana: conquista la WEVZA Cup, la Challenge Cup, dove è premiata come MVP e la Coppa CEV 2024-25.

### Nazionale
Nel 2017 viene convocata nella nazionale russa under 16 con cui vince l'argento al campionato europeo under 16. Tra il 2018 e il 2019 fa parte della selezione under 17, aggiudicandosi l'oro al campionato europeo 2018, mentre tra il 2019 e il 2020 è in quella Under-19 e mette al collo l'oro al XV Festival olimpico della gioventù europea. Nel 2021 conquista il bronzo al campionato mondiale con la nazionale under 20, premiata anche come miglior opposto.

## Palmarès

### Club
- Campionato francese: 1

2022-23
- Coppa di Russia: 1

2020
- Supercoppa russa: 1

2020
- Coppa CEV: 1

2024-25
- Challenge Cup: 1

2023-24
- WEVZA Cup: 1

2023

### Nazionale (competizioni minori)
- Campionato europeo under 16 2017
- Campionato europeo under 17 2018
- Festival olimpico della gioventù europea 2019
- Campionato mondiale under 20 2021

### Premi individuali
- 2021 - Campionato mondiale under 20: Miglior opposto
- 2023 - Ligue A: Miglior opposto
- 2023 - Ligue A: MVP
- 2024 - Challenge Cup: MVP